# Bataille de Santiago de Cuba (1741)
Guerre de l'oreille de Jenkins
Batailles
- Mollwitz (04-1741)
- Chotusitz (05-1742)
- Sahay (05-1742)
- Prague (06/12-1742)
- Dettingen (06-1743)
- Cap Sicié (02-1744)
- 19 mai 1744
- Menin (05/06-1744)
- Ypres (06-1744)
- Furnes (07-1744)
- Fribourg (11-1744)
- Tournai (04/06-1745)
- Pfaffenhofen (04-1745)
- Fontenoy (05-1745)
- Hohenfriedberg (06-1745)
- Melle (07-1745)
- Gand (07-1745)
- Bruges (07-1745)
- Audenarde (07-1745)
- Termonde (08-1745)
- Ostende (08-1745)
- Nieuport (08/09-1745)
- Ath (09/10-1745)
- Soor (09-1745)
- Hennersdorf (11-1745)
- Kesselsdorf (12-1745)
- Culloden (04-1746)
- Mons (06/07-1746)
- Bruxelles (01/02-1746)
- Namur (09-1746)
- Charleroi (07/08-1746)
- Lorient (09/10-1746)
- Rocourt (10-1746)
- Cap Finisterre (1er) (05-1747)
- Lauffeld (07-1747)
- Bergen-op-Zoom (07/09-1747)
- Cap Finisterre (2e) (10-1747)
- Saint-Louis-du-Sud (03-1748)
- 18 mars 1748
- Maastricht (04/05-1748)

Campagnes italiennes
- Combat de Saint-Tropez (06-1742)
- Camposanto (02-1743)
- Villafranca (04-1744)
- Casteldelfino (07-1744)
- Velletri (08-1744)
- Madonne de l'Olmo (09-1744)
- Bassignana (09-1745)
- Josseau (10-1745)
- Plaisance (06-1746)
- Tidone (08-1746)
- Rottofreddo (08-1746)
- Gênes (1er) (12-1746)
- Gênes (2e) (07-1747)
- Assietta (07-1747)

La bataille de Santiago de Cuba est une tentative d'invasion de l'île par les forces britanniques pendant la guerre de l'Oreille de Jenkins.

## Circonstances
Après une tentative avortée de capture de Cartagène, Edouard Vernon se lance dans la bataille de Santiago de Cuba. Ses forces se composaient de 3 000 Britanniques et de 1 000 Jamaïcains noirs.

## La bataille
Débarquant dans la nuit du 4 au 5 août en trois points dans la baie de Guantanamo, les troupes, trop éloignées de leur objectif, avançaient lentement, et leur commandant Thomas Wentworth (en) faisait preuve de nervosité.
Du côté espagnol, le gouverneur, Francisco de la Vega, et le commandant de la garnison, Carlos Riva Agüero (350 hommes), étaient aidés par la milice du capitaine Pedro Guerrero (650 hommes) et réussirent à paralyser la troupe adverse.
Des mois d'inaction contre les coups de main et la maladie durèrent jusqu'à ce que les pertes britanniques atteignent 2 260 hommes. L'amiral Vernon fait embarquer la troupe et repart le 9 décembre.

## Conséquences
En plus de ces pertes, l'amiral tomba en disgrâce, fut rappelé et licencié en 1746.